# Antonie Palamedesz
Antonie Palamedesz ou Anthonie Palamades (1602, Leith - 1673, Amsterdam) est un peintre néerlandais du siècle d'or. Il est connu pour ses peintures de portraits et de scènes de genre. Il est le frère de Palamedes Palamedesz, également peintre.

## Biographie
Antonie Palamedesz est né en novembre 1602 (baptisé le 9) à Leith en Écosse.
Il est issu d'une famille d'artistes. Son père, d'origine flamande, est sculpteur de pierres semi-précieuses tels que l'agate, le porphyre, le jaspe, et fabrique des objets d'art décoratifs. Son père travaille en Angleterre pour le roi Jacques d'Écosse, mais à la naissance du frère Palamedes Palamedesz, il retourne vivre à Delft pour élever ses enfants. Il devient membre de la guilde de Saint-Luc de Delft en 1621 ou 1636. L'année 1638 est marquée par la mort de son frère peintre Palamedes Palamedesz. Il se marie deux fois et a quatre enfants. En 1673, il devient doyen de la guilde de Saint-Luc de Delft.
Antonie Palamedsz se spécialise dans la peinture de portraits et de scènes de genre, tandis que son frère Palamedes se spécialise dans la peinture de scènes de bataille. Antonie étudie la peinture auprès des peintres Michiel Jansz. van Mierevelt et Hans Jordaens. Il a enseigné la peinture à Ludolf de Jongh et à son fils Palamades II, ainsi que possiblement à son frère Palamades I.
Il meurt le 27 novembre 1673 à Amsterdam.

## Œuvres
- Joyeuse compagnie, 1632, 46 × 70 cm, North Carolina Museum of Art, Raleigh[3]
- Joyeuse compagnie dans une salle, 1633, huile sur panneau, 54 × 88 cm, Rijksmuseum, Amsterdam[4]
- Soldats dans une salle de garde, 1647, huile sur panneau, 38 × 52 cm, Rijksmuseum, Amsterdam[5]
- Portrait d'un homme, probablement Pieter Anthonisz. Van Bronckhorst (1588-1661), 1652, huile sur toile, 82 × 67 cm, Rijksmuseum, Amsterdam[6]
- Portrait d'une femme, probablement Jacobmina de Grebber (? -1666), 1652, huile sur toile, 83 × 68 cm, Rijksmuseum, Amsterdam[7]
- Portrait d'un homme âgé de trente-un ans, 1655, 84 × 70 cm, Musée du Louvre, Paris[8]
- Joueurs de cartes, huile sur bois, 44 × 63 cm, Musée Ingres, Montauban[9]

"
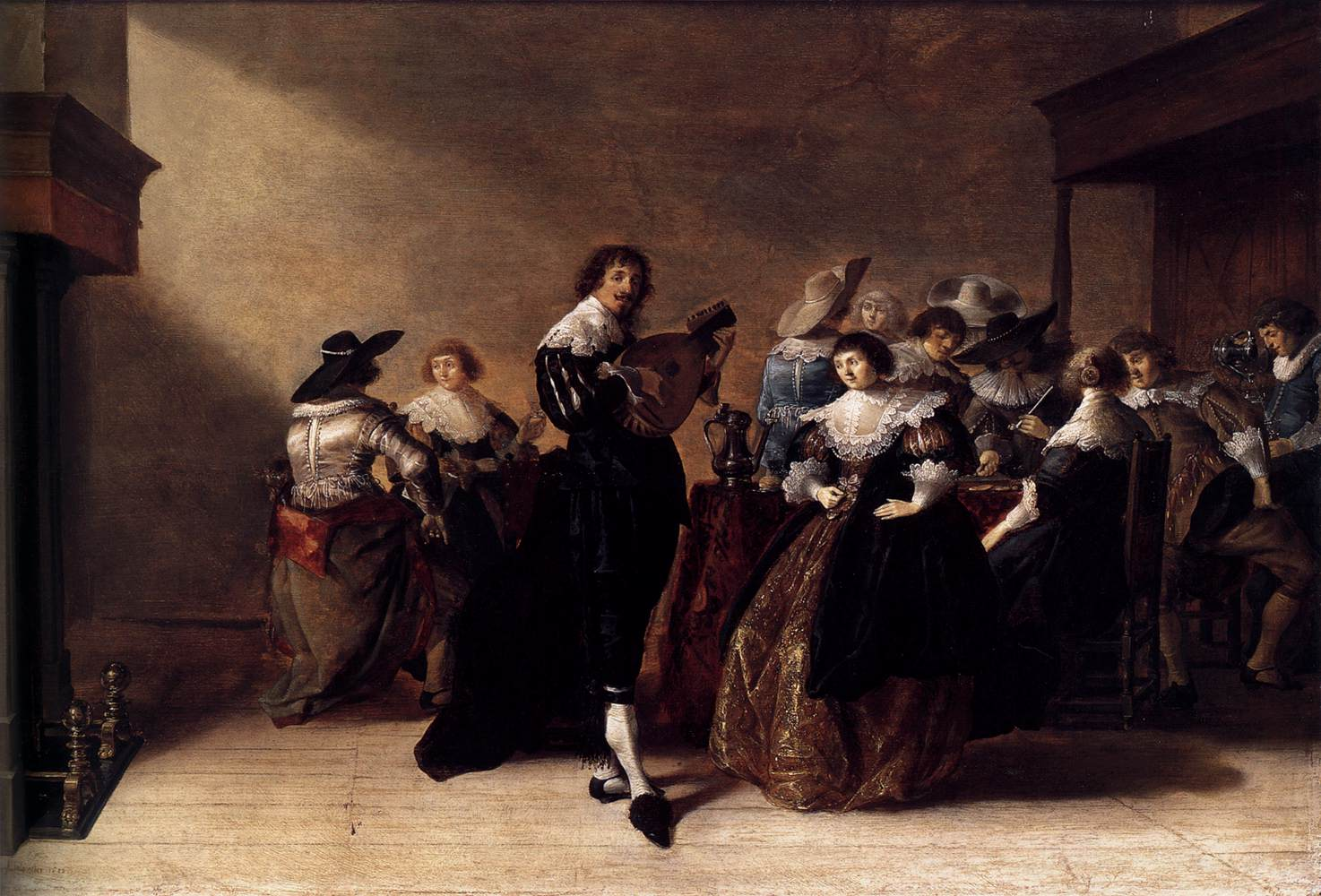
Joyeuse compagnie, 1632 Caroline du Nord
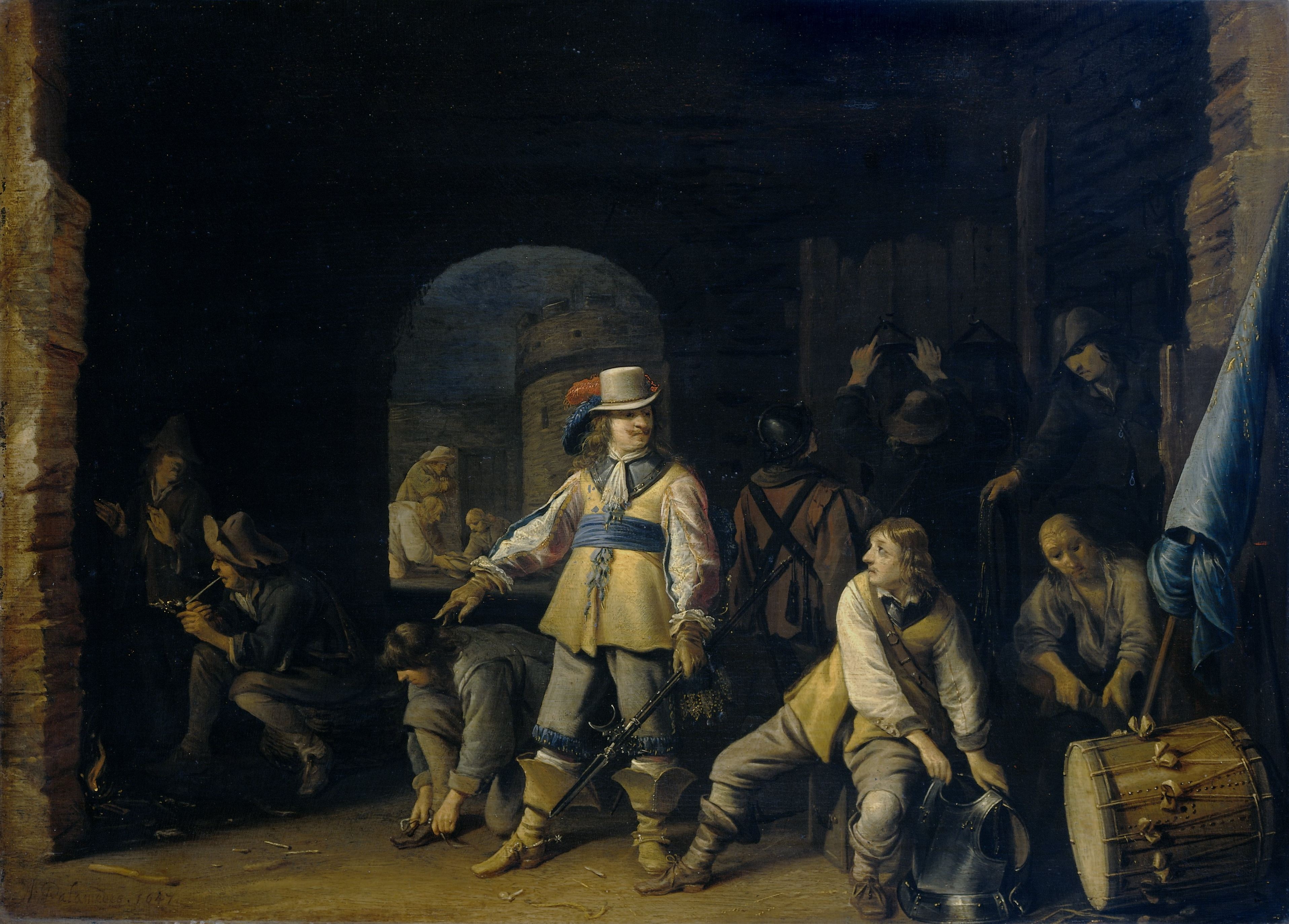
Salle de garde, 1647 Rijksmuseum
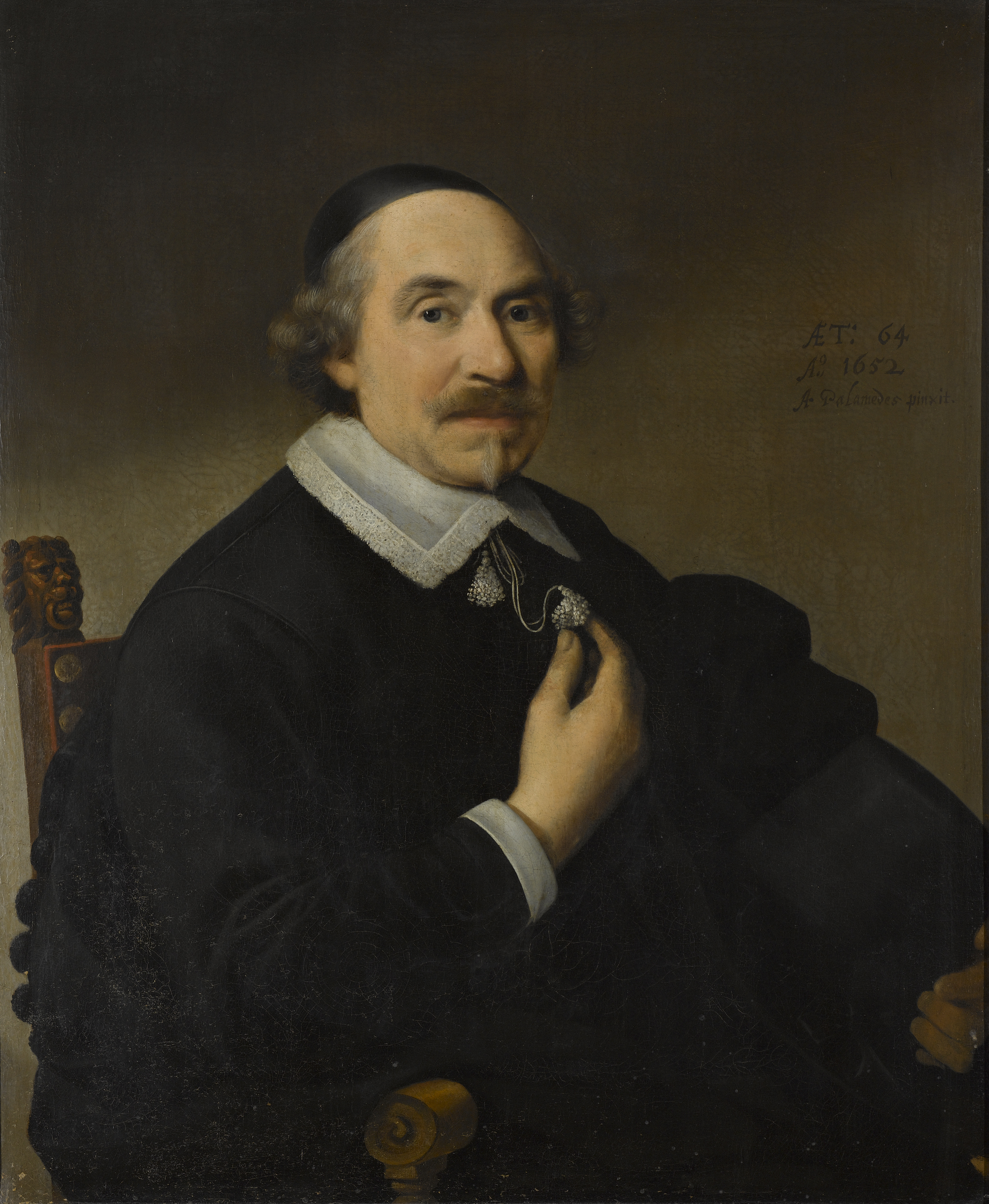
Pieter Van Bronckhorst, 1652 Rijksmuseum
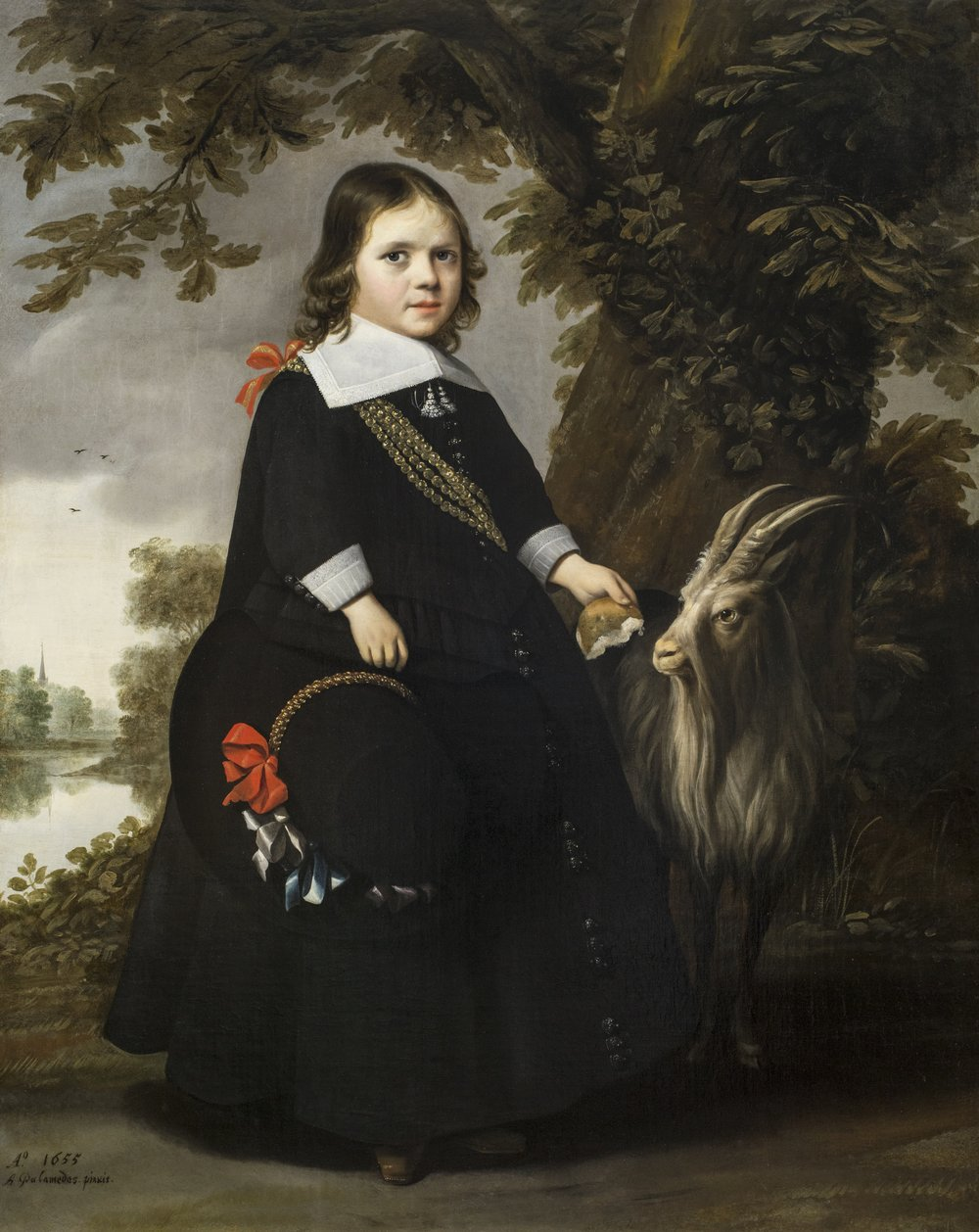
Jeune garçon avec un bouc, 1655
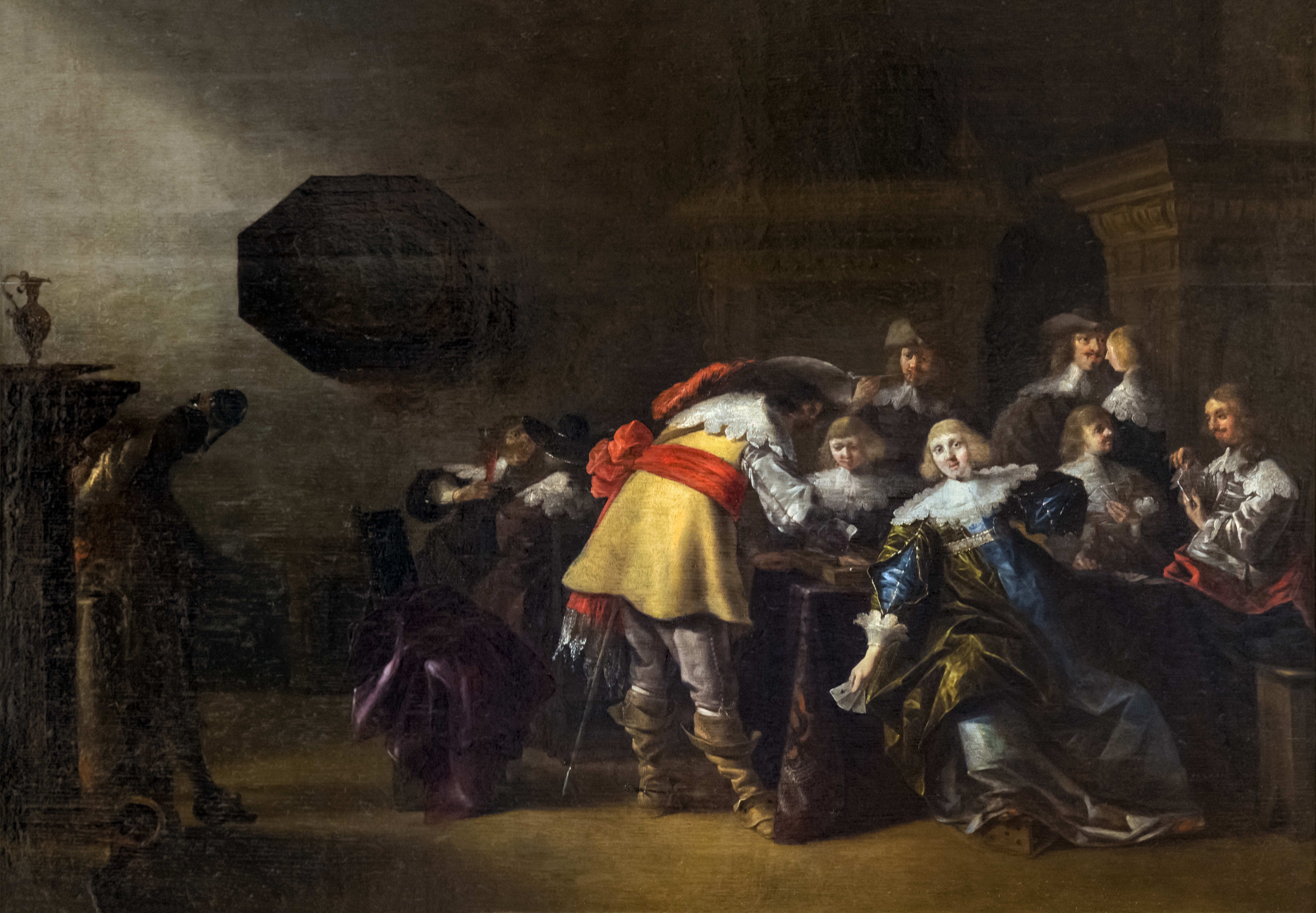
Joueurs de cartes Musée Ingres-Bourdelle
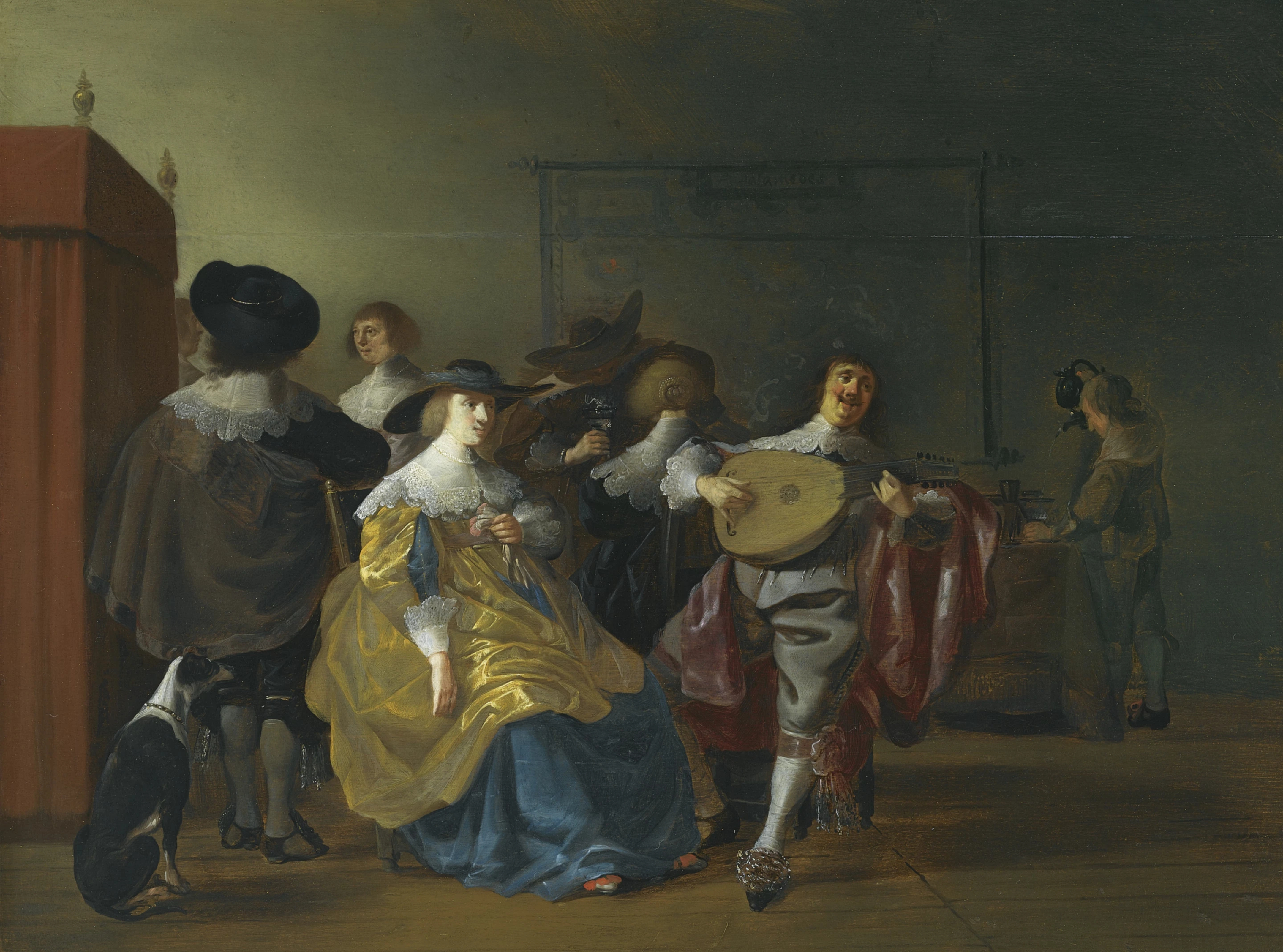
Joyeuse compagnie jouant de la musique, 1632-34